# Rodrigo Gómez García
Rodrigo Gómez García, né le 1er décembre 1980 à Teruel, est un homme politique espagnol membre de Ciudadanos.
Il est élu député de la circonscription de Saragosse lors des élections générales de décembre 2015.

## Biographie

### Études et profession
Il réalise ses études à l'université Charles-III de Madrid où il obtient une licence en droit et en économie. Possédant un master en médiation de l'université CEU Cardinal Herrera et un master en conseil juridique pour entreprises, il possède son propre cabinet d'avocat.

### Candidat à la mairie de Teruel
Il est investi en deuxième position sur la liste du nouveau parti centriste Ciudadanos dans la circonscription autonomique de Teruel lors des élections aragonaises de mai 2015. Avec un score de 7,20 %, seul le tête de liste Ramiro Domínguez est élu aux Cortes d'Aragon.
Dans le même temps, il est candidat à la mairie de Teruel et affronte notamment le maire conservateur sortant Manuel Blasco. Au soir du scrutin, sa liste arrive en cinquième position en obtenant le soutien de 9,51 % des électeurs et deux mandats de conseillers municipaux. Ces derniers s'abstiennent lors de la session d'investiture du maire et permettent la réélection de Manuel Blasco qui gouverne en minorité.

### Député national
En juillet suivant, il participe aux primaires visant à désigner le candidat du parti en vue des élections générales du mois de décembre. Choisi par les militants, il est investi dans la circonscription de Saragosse et soutient que l'Aragon aura « représentation et voix » au Congrès des députés. Il démissionne de son mandat municipal pour mener campagne. Élu à la chambre basse des Cortes Generales grâce à l'appui de 17,82 % des votants, il intègre la commission de la Justice et celle des Pétitions. Il exerce les fonctions de porte-parole adjoint à la commission de l'Éducation et des Sports.
Il conserve son mandat parlementaire à la suite du scrutin législatif anticipé de juin 2016 consécutif à l'impossibilité de former un nouvel exécutif national. Il est alors promu porte-parole titulaire à la commission de l'Éducation et à la commission de l'Économie, de l'Industrie et de la Compétitivité et acquiert le poste institutionnel de deuxième secrétaire de cette même commission.